# كومانا (فنزويلا)
كومانا (بالإسبانية: Cumaná) هي مدينة في فنزويلا، هي عاصمة ولاية سوكري. تبعد 425 كلم عن العاصمة كاراكاس. هي واحدة من أوائل المدن ألتي أسسها الأوروبيين في القارة الأمريكية وهي أقدم مستوطنة أوروبية في القارة. يبلغ تعداد سكانها 423,546 نسمة.